# Coetus
Coetus és una orquestra de percussió ibèrica fundada el 2008 pel percussionista Aleix Tobias. Integrada originalment només per percussionistes i la veu d'Eliseo Parra, en l'actualitat l'orquestra és formada per tres cantants (Carles Dénia, Rusó Sala i Ana Rossi), 11 percussionistes i instruments harmònics i melòdics: Xavi Lozano als aeròfons, Guillem Aguilar al baix, Mario Mas a la guitarra i Martí Serra als saxos soprano i tenor.
També han format part de Coetus les cantants Sílvia Pérez Cruz, Judit Nedermann, Carola Ortiz i Anna Ferrer i els percussionistes Ramon Rodríguez i Marc Vila i han fet espectacles conjunts amb Raúl Rodríguez i amb Juan Quintero i Luna Monti, i Pau Riba ha col·laborat amb un recitat al seu darrer disc, De banda a banda.

## Discografia
Discografia pròpia
- Coetus (Temps Record, 2009)
- Entre tierras (Temps Record, 2012)
- De banda a banda (Satélite K, 2018)

Col·laboracions
- Sílvia Pérez Cruz, 11 de novembre (Universal, 2012). Col·laboració a la cançó "O meu amor é Glòria"
- Venancio y los Jóvenes de Antaño, Libre albedrío (Microscopi, 2019). Col·laboració a la canço "Trapillo"